# Décès en mars 1938
Décès
- 1934
- 1935
- 1936
- 1937
- 1938
- 1939
- 1940
- 1941
- 1942

Pour une information complémentaire, voir la page d'aide.

| Date    | Nom              | Pays                   | Activités                                | Âge | Source |
| ------- | ---------------- | ---------------------- | ---------------------------------------- | --- | ------ |
| 22 mars | Hermann Schubert | Drapeau de l'Allemagne | Homme politique allemand.                | 52  |        |
| 24 mars | Eva Dickson      | Drapeau de la Suède    | Exploratrice, pilote de rallye suédoise. | 33  |        |